# Alexander Lindsay, 2. Earl of Crawford
Alexander Lindsay, 2. Earl of Crawford (* um 1387; † 1438) war ein schottischer Adliger.

## Leben
Er gehörte zum Clan Lindsay aus den schottischen Lowlands. Er war der Sohn des David Lindsay, 1. Earl of Crawford, aus dessen Ehe mit Elizabeth Stewart, Tochter König Roberts II. Er war noch minderjährig, als er beim Tod seines Vaters 1407 dessen Adelstitel als Earl of Crawford erbte.
Von 1406 bis 1407 wurde er als Geisel zur Sicherung der Lösegeldzahlung für die Freilassung von Archibald Douglas, 4. Earl of Douglas in England festgehalten. In der Folgezeit war er einer der Kommissare, die in England die Freilassung seines Cousins König Jakob I. verhandelten. Nach dessen Freilassung wurde er im Rahmen der Krönung Jakobs I. am 21. Mai 1424 zum Ritter geschlagen und wurde anschließend von 1424 bis 1427 als Geisel zur Sicherung der Lösegeldzahlung für die Freilassung Jakobs I. erneut nach England überstellt.
Zwischen 1429 und 1431 reiste er mehrmals als schottischer Botschafter zu König Heinrich VI. nach England. 
Aus seiner Ehe mit Marjory († nach 1429) hatte er mindestens zwei Kinder:
- David Lindsay, 3. Earl of Crawford (vor 1404–1446);
- Lady Elizabeth Lindsay (1411–1477), ⚭ Sir Simon Glendonwyne of that Ilk (1403–1476).